# UFC 10
UFC 10: The Tournament는 1996년 6월 12일에 미국 앨라배마주에서 개최된 UFC 경기이다.

## 같이 보기
- UFC
- UFC 대회 목록